# Geschützter Landschaftsbestandteil Bachsystem mit Ufergehölzen
Der Geschützte Landschaftsbestandteil Bachsystem mit Ufergehölzen mit 2,91 Hektar (ha) Flächengröße liegt zwischen Bachum und dem Neheimer Ortsteil Bergheim im Stadtgebiet von Arnsberg im Hochsauerlandkreis. Das Gebiet wurde 1998 mit dem Landschaftsplan Arnsberg durch den Kreistag des Hochsauerlandkreises als Geschützter Landschaftsbestandteil (LB) mit einer Flächengröße von 2,89 ha erstmals ausgewiesen. 2021 wurde der LB bei der Neuaufstellung des Landschaftsplans erneut ausgewiesen.

## Beschreibung
Beim LB handelt es sich um zwei Bäche, darunter der Bachumer Bach, mit naturnahen Abschnitten und bachbegleitenden Erlen- und Eschenwäldern. Teilweise grenzt die Bebauung von Bergheim direkt an den LB. Die naturnahen Abschnitte des Bachumer Baches haben ein kiesiges Sohlensubstrat und einen mäandrierenden Verlauf. 
Der Landschaftsplan führte 1998 zum Wert des LB aus: „Die naturnahen Bachläufe mit den angrenzenden Heckenstrukturen haben lokale Bedeutung vor allem für Amphibien, Wasserinsekten und Heckenvögel. Auf der Fläche wurden gefährdete Tier- und Pflanzenarten nachgewiesen.“
Der Landschaftsplan führte 2021 bei der Neuaufstellung zum Wert des LB aus: „Die naturnahen, teilweise rinnenartig eingetieften Bachläufe mit den angrenzenden Heckenstrukturen haben aufgrund des nachgewiesenen floristischen und faunistischen Artenspektrums große Bedeutung für den Artenschutz.“
Als zusätzliche Entwicklungsmaßnahme wurde festgesetzt, bei Bedarf einen 5 m breiten Saum der natürlichen Sukzession zu überlassen und diesen Saum gegen Weidevieh abzuzäunen.

## Schutzgrund, Verbote und Gebote
Der Geschützte Landschaftsbestandteile haben laut Landschaftsplan eine besondere Funktion für die Gliederung und Belebung des Landschaftsbildes bzw. des umgebenden Offenlandes. Es kommt solchen Objekten in der Regel eine erhöhte Bedeutung als Bruthabitat für Hecken- und Gebüschbrüter zu. Laut Landschaftsplan sind Geschützte Landschaftsbestandteile im Plangebiet durch seinen eigenständigen Charakter deutlich von der sie umgebenden „normalen“ Wald- und Feld-Landschaft zu unterscheiden.
Wie bei allen LB ist es verboten. diese zu beschädigen, auszureißen, auszugraben oder Teile davon abzutrennen oder auf andere Weise in seinem Wachstum oder Erscheinungsbild zu beeinträchtigen. Unberührt ist jedoch die ordnungsgemäße Pflege eines LB.
Das LB soll laut Landschaftsplan „durch geeignete Pflegemaßnahmen erhalten werden, solange der dafür erforderliche Aufwand in Abwägung mit ihrer jeweiligen Bedeutung für Natur und Landschaft gerechtfertigt ist.“